# Ken’ichi Uemura
Ken’ichi Uemura (jap. 上村 健一, Uemura Ken’ichi, * 22. April 1974 in der Präfektur Kumamoto, Japan) ist ein ehemaliger japanischer Fußballspieler. Er spielte auf der Position des Abwehrspielers und kam insgesamt vier Mal bei der japanischen Nationalmannschaft zum Einsatz.